# Marie de Schwarzbourg-Rudolstadt
Titre
Grande-duchesse de Mecklembourg-Schwerin (en)
4 juillet 1868 – 15 avril 1883
(14 ans, 9 mois et 11 jours)
Marie-Caroline de Schwarzbourg-Rudolstadt, née le 29 janvier 1850 et morte le 22 avril 1922 est la troisième épouse de Frédéric-François II, grand-duc de Mecklembourg-Schwerin. Elle est notamment la grand-mère de la reine Juliana des Pays-Bas.

## Mariage et enfants
Fille d'Adolphe (de), Marie épouse le 4 juillet 1868 à Rudolstadt Frédéric-François II, grand-duc de Mecklembourg-Schwerin, fils de Paul-Frédéric et d'Alexandrine de Prusse. 
Frédéric-François avait déjà été marié deux fois, en 1849, avec la princesse Augusta Reuss de Köstritz qui mourut en 1862 puis en 1864 avec la princesse Anne de Hesse-Darmstadt qui mourut moins d'un an plus tard. 
Au moment du mariage, Frédéric-François était âgé de 45 ans et Marie de 18 ans. Ensemble, ils ont eu quatre enfants :
- Élisabeth-Alexandrine de Mecklembourg-Schwerin (1869-1955) épouse le grand-duc Frédéric-Auguste II d’Oldenbourg (1852-1931)
- Frédéric-Guillaume (1871-1897)
- Adolphe-Frédéric de Mecklembourg-Schwerin (1873-1969)
- Henri de Mecklembourg-Schwerin (1876-1934) qui en 1901 épouse la reine Wilhelmine, parents de la reine Juliana.